# 白崎

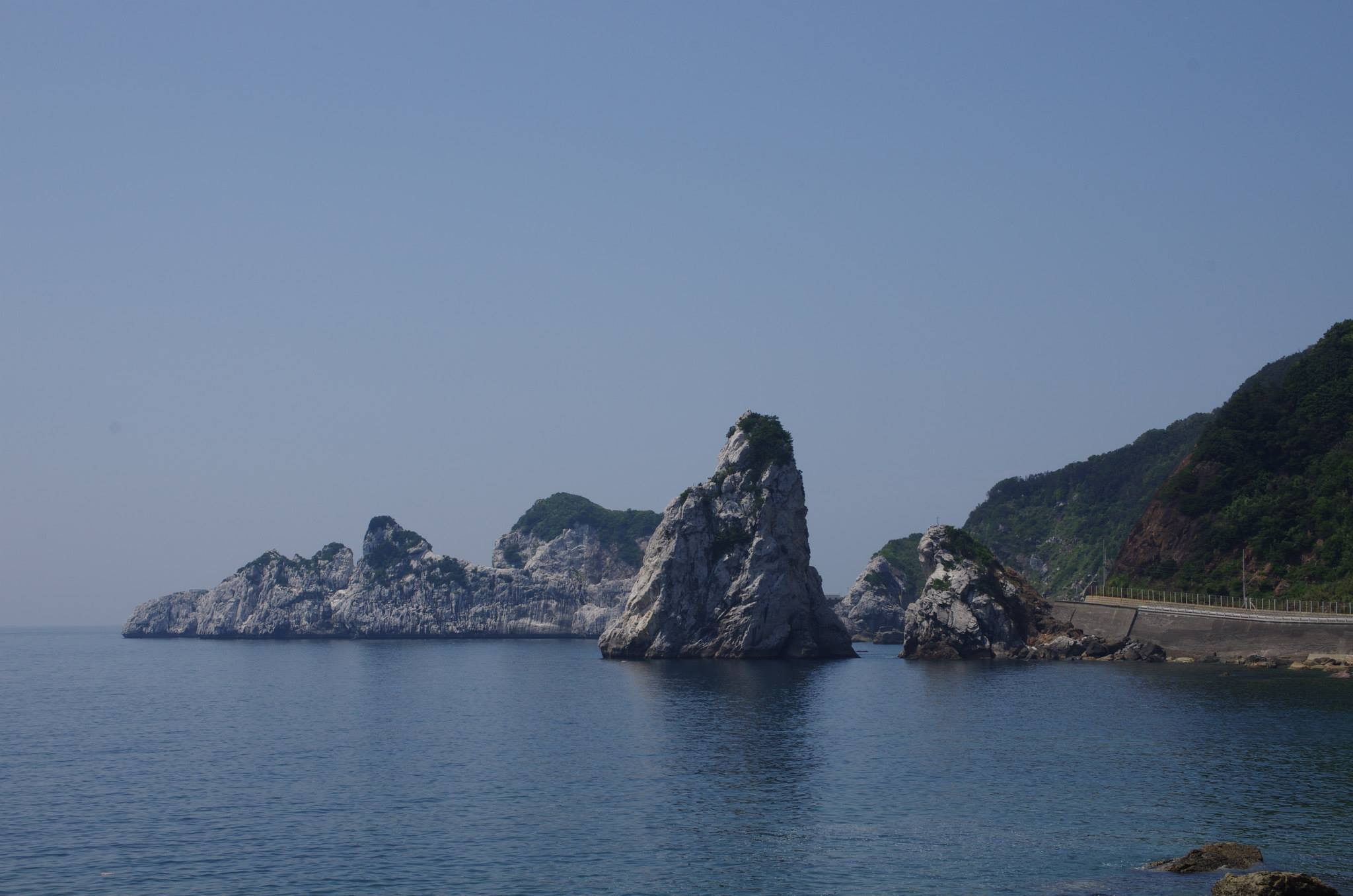
白崎（奥）と立厳岩（手前）

白崎（しらさき）は、和歌山県日高郡由良町の白崎海洋公園内にある岬である。石灰岩で出来ている。かつてセメント用の採石が行われたため、大きく削られた跡となっている。特にフズリナの多く集まっている区域があり、化石観察のポイントとしてよく知られている。
広義には旧白崎村全体または付近の白崎海岸（白崎海岸県立自然公園）を指す。石灰岩の岩質の海岸向き斜面にウバメガシやイブキなどを中心とする海岸林が張り付くように生育している。

## 周辺
- 由良海つり公園
- 重山
- 興国寺
- 大引海水浴場
- 小引海水浴場

## 交通アクセス
- JRきのくに線紀伊由良駅から中紀バス利用